# Jeanine Pirro
Pour les articles homonymes, voir Pirro.
Jeanine Ferris Pirro (née le 2 juin 1951 à Elmira (New York) est une ancienne juge et procureur élue dans l'État de New York, personnalité télévisuelle, nommée par Donald Trump procureur des États-Unis dans le district de Columbia.

## Biographie
Jeanine Pirro est élue juge à la Westchester County Court de New York en 1990. 
En 1993, elle est élue procureure de district, première femme à occuper successivement les deux fonctions, puis réélue en 1997 et 2001, .
En août 2005, elle annonce sa candidature aux élections sénatoriales de 2006 contre la démocrate sortante Hillary Clinton. Après une campagne difficile marquée par la perte d'une page de son discours de lancement de campagne, une difficulté à lever des fonds et des mauvais sondages, elle annonce en décembre se retirer de la course et briguer le poste de procureur général de l'État de New York. Elle obtient l'investiture républicaine, mais est largement battue lors de l'élection du 7 novembre 2006 par le démocrate Andrew Cuomo.
Jeanine Pirro est l'animatrice, à partir de janvier 2011, de l'émission politique de la chaîne Fox News Justice with Judge Jeanine. L'émission a été arrêtée le 12 janvier 2022 ; Jeanine Pirro devenant co-présentatrice d'une nouvelle émission : The Five, diffusée également sur Fox News.
Elle contribue également à d'autres émissions sur la chaîne Fox News et sur NBC.
En mai 2025, le président Donald Trump annonce sa nomination, en remplacement d'Ed Martin, comme procureure des États-Unis intérimaire dans le district de Columbia. Elle est confirmée procureure de Washington par le Sénat américain le 2 août 2025 sur proposition de Donald Trump, devenant procureure permanente de Washington, l’un des plus importants poste de procureur du pays, à la place d'Ed Martin.